# Krystal (filme)
Krystal é um filme de comédia dramática estadunidense de 2017 dirigido por William H. Macy e escrito por Will Aldis. O filme é estrelado por Rosario Dawson, Nick Robinson, T.I., Grant Gustin, Felicity Huffman, William H. Macy, Jacob Latimore, Rick Fox, William Fichtner, e Kathy Bates.
O filme teve sua estreia no Festival de Cinema de Virgínia em 10 de novembro de 2017. Foi lançado em 13 de abril de 2018 pela Great Point Media and Paladin.

## Sinopse
Um jovem que vive uma vida protegida desenvolve uma queda por uma ex-stripper e se junta ao seu grupo de Alcoólicos Anônimos apenas para que ele possa estar na mesma sala com ela.

## Elenco
- Nick Robinson como Taylor "Tay-Tay" Ogburn,[2] irmão de Campbell
  - Abraham Touchet como jovem Taylor "Tay-Tay" Ogburn
- Grant Gustin como Campbell Ogburn,[2] irmão de Taylor
- Rosario Dawson como Krystal Bryant,[2] mãe de Bobby e interesse amoroso de Taylor
- William H. Macy como Wyatt Ogburn,[2] o pai de Campbell e Taylor
- William Fichtner como Dr. Lyle Farley
- Kathy Bates como Vera Greenwood,[2] chefe de Taylor
- Felicity Huffman como Poppy Ogburn,[2] mãe de Campbell e Taylor
- Rick Fox como Bo
- Jacob Latimore como Bobby Bryant, filho de Krystal
- T.I. como Willie,[3] ex de Krystal
- Amy Parrish como Taryn

## Produção
Em 29 de março de 2016, Grant Gustin, Rosario Dawson, William H. Macy, Kathy Bates, John Leguizamo, Felicity Huffman, T.I. e Nick Robinson se juntaram ao elenco do filme. A fotografia principal começou em 18 de abril de 2016. Várias cenas foram filmadas no Palco A no Pinewood Atlanta Studios.

## Lançamento
O filme teve sua estreia no Festival de Cinema de Virgínia em 10 de novembro de 2017. Foi lançado em 13 de abril de 2018 pela Great Point Media and Paladin.

## Recepção
No site agregador de críticas Rotten Tomatoes, o filme possui uma taxa de aprovação de 10% com base em 20 críticas e uma classificação média de 3.8/10. O consenso crítico do site diz: "Krystal depende - e finalmente tropeça - no comportamento da personagem que desafia a crença, desafia a lógica e, finalmente, vai muito além da capacidade do espectador médio de se importar". No Metacritic, que atribui uma classificação normalizada às críticas, o filme tem uma pontuação média ponderada de 39 em 100, com base em 10 críticos, indicando "críticas geralmente desfavoráveis".